# Blakes Estatestadion
Het Blakes Estatestadion is een multifunctioneel stadion in St. John’s, Montserrat (eigenlijk in het dorpje Look out). Vanaf 2002 heet het stadion officieel MFA Inc. Complex. Het stadion wordt vooral gebruikt voor voetbalwedstrijden, veel voetbalclubs van het eiland en ook het Montserrataans voetbalelftal maken gebruik van dit stadion. In het stadion is plaats voor 1.000 toeschouwers.